# 山本周五郎
山本 周五郎（やまもと しゅうごろう、1903年（明治36年）6月22日 - 1967年（昭和42年）2月14日）は、日本の小説家。本名：清水 三十六（しみず さとむ）。質店の徒弟、雑誌記者などを経て文壇に登場。庶民の立場から武士の苦衷や市井人の哀感を描いた時代小説、歴史小説を書いた。

## 経歴
1903年（明治36年）6月22日、山梨県北都留郡初狩村（現：大月市初狩町下初狩）に生まれる。父は清水逸太郎、母は「とく」（旧姓・坂本）。周五郎は長男（弟の潔、義妹の末子がある）。本籍地は北巨摩郡大草村（現：韮崎市大草町）で、周五郎は後に自らの出生地を同地と語っている。実家は武田の遺臣で、北巨摩の大草村若尾（現：韮崎市大草町若尾）に帰農した御蔵奉行・清水大隅守政秀の後裔であろうとの言い伝えもある。
1907年（明治40年）、山梨県では8月21日から降り続いた大雨により明治40年の大水害が発生する。大水害では甲府盆地東部の笛吹川流域を中心に多大な被害を出し、郡内でも初狩村が壊滅的被害を受けた。周五郎の一家は大月駅前に転居していたため難を逃れるが、大水害で祖父の伊三郎、祖母の「さく」、叔父の粂次郎、叔母の「せき」を失っている。大水害後、一家は東京府北豊島郡王子町豊島（現：東京都北区豊島）に転居する。
1910年（明治43年）、北豊島郡王子町豊島の豊川小学校に入学した。8月10日、荒川が氾濫して住居が浸水する大被害を受ける。同年秋から神奈川県横浜市久保町（現・神奈川県横浜市西区久保町）に転居。西戸部小学校に転校した。翌年、学区の編成替えで横浜市立尋常西前小学校（現：横浜市立西前小学校）2年に転学した。この頃、父は繭の仲買を営んでいた。また、輸入用麻製真田紐の巻き取り、生糸の仲買、小口金融業、小料理店「甲子屋」の経営、三業組合書記などの職を転々とした。4年生の時、担任の先生から小説家になれと励まされ、志望するようになった。以来、学校新聞の責任を命じられたり、6年生の時には、級友の作文・図画を集めて回覧雑誌を作ったりした。自分で雑誌の表紙を描き、扉絵には詩を付けたりした。
1916年（大正5年）、横浜市立尋常西前小学校卒業。卒業と同時に東京木挽町二丁目（現：銀座二丁目）にあった質店きねや（山本周五郎商店）に徒弟として住み込む。しかし、1923年（大正12年）9月1日の関東大震災によって山本周五郎商店も被災し、一旦解散となる。その後、豊橋、神戸に転居。神戸では「夜の神戸社」へ編集記者として就職する。1924年（大正13年）、再び上京。帝国興信所（現：帝国データバンク）に入社、文書部に配属。その後、帝国興信所の子会社である会員雑誌『日本魂』（にっぽんこん）の編集記者となる。
1926年（大正15年・昭和元年）、『文藝春秋』4月号の懸賞に投じた『須磨寺附近』が掲載され文壇出世作となる。なお、ペンネーム「山本周五郎」の由来として、『須磨寺附近』を発表する際に本人の住所「山本周五郎方清水三十六」と書いてあったものを見て、文藝春秋側が誤って山本周五郎を作者名として発表したという説があるが、以前にも山本周五郎をペンネームとして使用していた形跡があり定かではない。しかしながら雇主であった店主の山本周五郎は、自らも洒落斎という雅号を持ち文芸に理解を持っていた。そのため、周五郎を文壇で自立するまで物心両面にわたり支援し、正則英語学校（現：正則学園高等学校）、大原簿記学校にも周五郎を通わせている。ペンネームにはそのことに対する深い感謝の念が込められていたと思われる。また「山本周五郎」以外には、俵屋宗八、俵屋宗七、横西五郎、清水清、清水きよし、土生三、佐野喬吉、仁木繁吉、平田晴人、覆面作家、風々亭一迷、黒林騎士、折箸闌亭、酒井松花亭、参々亭五猿、甲野信三などを用いたことが知られている。
文壇デビューしたものの順風満帆とはいかず、原稿の掲載を断られ、山本周五郎商店からも援助を渋られるようになり、失恋もあって精神的にも経済的にも窮した。こうした時期、1928年（昭和3年）夏から翌年秋にかけての時期、当時は東京湾北岸の漁村だった浦安に暮らした。浦安時代は、同地をモデルにした『青べか物語』に結実するなど作品に大きな影響を与えている。東京に移った後の1930年（昭和5年）、病気で入院した慶応義塾大学病院で知り合った看護師見習の土生きよえ（きよ江）と結婚した。
1931年（昭和6年）、文学仲間であった今井達夫に勧められ東京の馬込東に転居。空想部落と称された馬込文士村の住人となる。それまでは博文館の『少年少女 譚海』を中心に少年探偵物や冒険活劇を書いていた周五郎だったが、尾崎士郎、鈴木彦次郎の両人の推輓で講談社の『キング』に時代小説を書くようになった。当時の『キング』は発行部数140万部と雑誌界の首位にあった。また講談社には時代小説を書くと決めていたらしく、山本周五郎のペンネームだけを使った。
1936年（昭和11年）、講談社から新進作家として扱われ、同社発行の『婦人倶楽部』『少年倶楽部』『講談倶楽部』『少女倶楽部』などのほとんどの雑誌に作品が掲載されるほどの売れっ子となった。また博文館も周五郎の「大人向け」作品を掲載するようになった。
太平洋戦争下の1942年（昭和17年）、『婦人倶楽部』で各藩の女性を扱う「日本婦道記」（6月から12月までの7回掲載）が企画された。周五郎は3話（「松の花」「梅咲きぬ」「箭竹」。全くの創作で架空の女性を描いている）担当し、残りの4話（いずれも実在の人物で、それなりの周知されている人物）は他の作家が担当した。なお、「日本婦道記」は『主婦之友』の「日本名婦伝」（吉川英治）に倣ったものだという。
1943年（昭和18年）、第17回直木賞に『日本婦道記』が選ばれるが辞退。直木賞史上、授賞決定後としては唯一の辞退者となった。辞退の理由として、完全な仕事を目指した初版『小説 日本婦道記』出版の前であったこと、改稿以前の『婦人倶楽部』版が受賞対象になったことなどが挙げられる。また、『主婦之友』の「日本名婦伝」の著者で、選考委員だった吉川英治の選評への反発の可能性も指摘されている。なお、この頃、周五郎の年間執筆数の約6割 - 7割が講談社の雑誌に掲載され、その大半が『婦人倶楽部』の「日本婦道記」であった。この執筆が作家的飛躍に繋がったと考えられている。
米軍による日本本土空襲が激化すると、周五郎は隣組班長として妻子だけでなく住民の防空壕避難を指揮することもあった。終戦直前の1945年（昭和20年）5月に妻のきよえが亡くなると、本棚で棺桶をつくり弔った。
1948年（昭和23年）、旅館「間門園」（神奈川県横浜市中区本牧間門51付近）を仕事場とする。
1967年（昭和42年）2月14日7時10分、間門園別棟で肝炎と心臓衰弱のため死去。享年65（満63歳）。墓所は神奈川県鎌倉市の鎌倉霊園。戒名は恵光院周嶽文窓居士。
1988年（昭和63年）、功績を記念し、新潮社などにより山本周五郎賞が創設された。

## 年譜
- 1903年（明治36年）
  - 6月22日、山梨県北都留郡初狩村（現：大月市初狩町下初狩）に生まれる。
- 1907年（明治40年）4歳
  - 明治40年の大水害が発生する。大水害後、一家は東京府北豊島郡王子町豊島（現：東京都北区豊島）に転居する。
- 1910年（明治43年）7歳
  - 北豊島郡王子町豊島の豊川小学校に入学するものの、今度は荒川が氾濫して住居が浸水被害を受ける。同年秋から神奈川県横浜市久保町（現・神奈川県横浜市西区久保町）に転居。西戸部小学校に転校した。
- 1911年（明治44年）8歳
  - 学区の編成替えで横浜市立尋常西前小学校2年に転学した。
- 1916年（大正5年）13歳
  - 横浜市立尋常西前小学校（現横浜市立西前小学校）卒業。卒業と同時に東京木挽町二丁目（現：銀座二丁目）にあった質店の山本周五郎商店に徒弟として住み込む。
- 1923年（大正12年）20歳
  - 徴兵検査を受けたが、視力が問題となり丙種合格で免れる。同年9月1日の関東大震災によって山本周五郎商店も被災し、一旦解散となる。その後豊橋、神戸に転居。神戸では「夜の神戸社」へ編集記者として就職する
- 1924年（大正13年）21歳
  - 再び上京。帝国興信所（現：帝国データバンク）に入社。文書部に配属。その後帝国興信所の子会社である会員雑誌『日本魂』の編集記者となる。
- 1926年（大正15年・昭和元年）23歳
  - 『文藝春秋』4月号に『須磨寺附近』が掲載され、これが文壇出世作となる。
  - 10月20日、脳溢血で母・とく死去。
- 1928年（昭和3年）25歳
  - 夏、千葉県東葛飾郡浦安町（現：浦安市）に転居。翌年秋まで同地で暮らす[3]。
  - 10月、勤務不良により日本魂社から解雇される。
- 1929年（昭和4年）26歳
  - 東京虎ノ門に転居。
- 1930年（昭和5年）27歳
  - 11月、宮城県亘理郡吉田村（現：亘理町）出身の看護師・土生きよえと結婚。2男2女を儲ける。
- 1931年（昭和6年）28歳
  - 東京馬込東に転居。尾崎士郎、鈴木彦次郎の両人の推輓で講談社『キング』に時代小説を書くようになる。
- 1932年（昭和7年）29歳
  - 5月、『キング』に「だゝら團兵衛」が掲載される。
- 1934年（昭和9年）31歳
  - 6月26日、中風で父・逸太郎死去。
- 1936年（昭和11年）33歳
  - 講談社から新進作家として扱われ、博文館も周五郎の「大人向け」作品を掲載するようになる。
- 1942年（昭和17年）39歳
  - 『婦人倶楽部』で各藩の女性を扱う「日本婦道記」が企画され、周五郎も「松の花」「梅咲きぬ」「箭竹」の3話を担当。
- 1943年（昭和18年）40歳
  - 第17回直木賞に『日本婦道記』が選ばれるが辞退。
- 1945年（昭和20年）42歳
  - 5月4日、膵臓癌で妻・きよえ死去（享年36歳）[24]。
- 1946年（昭和21年）43歳
  - 1月、自宅の筋向いに住んでいた吉村きんと再婚[25]。横浜市中区本牧元町237（旧住所）に転居。　この住所は新表記では本牧元町39-40だが、聞くところによると、39-41と言われている。
- 1948年（昭和23年）45歳
  - 春、自宅（本牧三渓園前）から市電の停車場で4つ離れた間門にあった旅館「間門園」（神奈川県横浜市中区本牧間門51付近）を仕事場とする[26]。
  - ※間門園（間門の交差点のファミマの隣）は2023年現在は既に廃業しているが建物はそのまま残っている[要出典]。
- 1959年（昭和34年）56歳
  - 『樅ノ木は残った』が毎日出版文化賞に選ばれるが辞退。
- 1961年（昭和36年）58歳
  - 文藝春秋読者賞に『青べか物語』が選ばれるが辞退。
- 1967年（昭和42年）64歳
  - 2月14日、間門園別棟で肝炎と心臓衰弱のため死去。享年65（満63歳）。

## 作風
周五郎は元々、純文学の作家を目指していた。しかし、デビュー後は劇作や童話、少女小説の執筆を主とし、1932年（昭和7年）に大衆色の強い講談社の雑誌『キング』に「だゝら團兵衛」を発表して以降は大人向けの大衆娯楽雑誌を作品活動の舞台とするようになる。そのため、一般からは大衆小説の作家とみなされ、新進、中堅時代には純文学作家や批評家からはほとんど黙殺された。だが周五郎は純文学と大衆文芸との区別を認めず、「面白いものは面白いし、つまらないものはつまらない」という信念の下、最大多数の読者を対象とする小説を書き続けた。
周五郎研究家の竹添敦子は、純文学を志しながら少年少女や大衆向け雑誌が作品発表の場になっていることに葛藤を感じていた周五郎は、35歳頃を転機に「眞実の人間が書ければ『面白さ』は附いて来る」（『愛妻日記』昭和13年11月22日付）と達観するようになり、それは妻きよえの存在が大きかったと分析している。
作風は時代小説、特に市井に生きる庶民や名も無き流れ者を描いた作品で本領を示す。また、伊達騒動に材を求めた『樅ノ木は残った』や、由井正雪を主人公とした『正雪記』などの歴史小説にも優れた作品がある。
周五郎の小説に登場する人物は、辛酸を嘗め尽くし、志半ばで力尽きてしまうものが少なくないが、かれらに、生きる上でのヒントとなる、含蓄のある台詞を吐かせる、というのも周五郎の作風である。
そうした周五郎作品の特徴を『聖書』に準えたのは映画監督の篠田正浩。篠田は周五郎が庶民の哀感のようなところにスポットを当てたとする見方に対して「それは嘘です。あの人は庶民なんか信じていないでしょう。そういう読まれ方をされていることが口惜しかったのではないですか」とした上で周五郎作品に通底する「聖なるものといえる存在」を指摘。「むしろキリスト教的な人間の、この世に聖なるものがなかったら人間は存在する理由がない、という前提が山本周五郎にはある。聖なる心をいだいていながら、汚辱にまみれた世の中で、まるで見えていないものを発掘するんです。だから、観念小説ですね。どこにもリアリズムがない。もうほとんど空想小説といってもいいぐらいでしょう。聖書のように書いているんじゃないかな、物語をね」と独自の周五郎像を披露している。
またハードボイルド作家の生島治郎は『樅ノ木は残った』はハードボイルド・タッチの作品であるとした上で、「山本周五郎自身、かなり海外の小説を読んでいるんじゃないかな。そういうテクニックを使っているということですよね」「おれは彼がチャンドラーを読んでたような気がする」とこれまた独自の周五郎像を披露している。さらに生島は周五郎作品が通俗小説から脱皮して純文学作品に到達したという周五郎の文学観にも反するような評論がまかり通っていることに対して、「どう考えても、山本周五郎氏の作品は純文学ではあり得ない。私見によれば、上質な娯楽小説である」「上質な娯楽小説を書こうと努力している作者に対して『通俗小説から脱皮して』という評価は、純文学かぶれの半可通が讃め言葉と錯覚して口走った世迷言にすぎない」と断じている。

## 人物
- 趣味は、映画鑑賞、読書、酒を飲みに行くこと。
- 好きな作家は、ストリンドベリー、ハウプトマン、トルストイ、サローヤン。
- 好きな酒は、ワイン、ウイスキー。
- 好きな食べ物は、肉類（洋食系）、チーズ、蕎麦。
- 一日に60本ぐらい煙草を吸っていた。
- 文壇とは縁が薄く、交友関係も狭かった。しかし少数の友人や編集者と、濃い人間関係を築いた[36]。
- 担当した雑誌編集者は数多いが、その中では、博文館の雑誌『少年少女 譚海』の編集者で後に名物編集長として知られた井口長次（『桃太郎侍』の山手樹一郎の本名）、朝日新聞社の担当記者だった木村久邇典などが知られる。特に木村は山本没後は生涯にわたり多くの評伝・作品研究を20冊あまり著し、『全集』（新潮社）、『全集未収録作品集』（実業之日本社）を編み、埋もれた作品を発掘、新潮文庫で再刊等を行った。

## 逸話
- 山本の本名「三十六」は、明治36年生まれであったことから来ている。
- 尋常小学校の学生時分のこと、国語の宿題に作文が課された。その作文に山本は、級友の某とあれこれ楽しく遊んだことを書き、提出した。翌日、それぞれの作文が教室に掲示されると、山本の作文に登場する当の本人の某が「山本の作文は嘘だ。俺は山本と遊んだことなどない。」と言い放ち、室内が騒然となった。詰め寄る級友たちの前に、なすすべもなく立ち竦んでいると、担任がやってきた。事の次第を聞き及び、文章を読み返した担任は、「三十六（周五郎の本名）。こうも見事に嘘が書けるのは素晴らしい。お前は将来小説家になれ。」と言ったという。
- 若い頃に植物学者の牧野富太郎の元に取材に行き、何気なく「雑木林」という言葉を使ったところ、「どんな花にも、どんな木にもみな名前がある。雑木林というのは人間の作った勝手な言葉だ。」と咎められた。感心した山本は、それ以降、植物の名前を積極的に憶えるようになった。
- 山本は、中原中也や太宰治を高く評価していた。代表作の一つ『虚空遍歴』の主人公である中藤沖也は中原がモデルであると言われている。
- ワイン好きであった山本が「これまで飲んだ和製ブドー酒のどれにも似ない、これぞワインだ」と絶賛した国産のマデイラ・ワインが、生まれ故郷でもある山梨県の中央葡萄酒から「周五郎のヴァン」として販売されている。
- 山本はウイスキーも好きであったが、好んだのはサントリーホワイトで、最晩年にはサントリー角瓶を好んだ。
- 代表作『樅ノ木は残った』執筆の前年まで睡眠薬のアドルムを常用していた。アドルムは坂口安吾も常用していて中毒になっている。夫人が心配すると「自分は大丈夫だ。自分の精神を自分で制御できる者は、薬の中毒やアルコール依存症にはならない。要するに、薬やアルコールに飲まれてしまうような、心の弱い者が中毒患者になるそうだ」と答えた[37]。
- 山本は人間の心理描写に卓越する反面、人嫌いで人付き合いを極端に制限し、仕事場への訪問客にもめったに面会しなかった。座談はうまいのに講演は断り、園遊会には出席せず、文学賞と名のつくものはことごとく辞退した。
- 山本の生活は規則正しく、51歳から晩年まで仕事場で朝食は自炊していた[38]。午前3時に起床、朝食前に行水をし、後始末に雑巾がけをした。午前10時まで仕事をし、散歩をして午前11時に昼食。ざるそばのつゆに生卵を入れた。夜は原稿を書かず、午後8時に就寝した。
- 日本酒より洋酒を好み、晩酌を欠かさなかった。夜はかなりの量を食べたが飯はあまり食べず、「ふろあがりののんびりした体に、めしを詰め込んでげっぷをしながらでは、創造的精神ははたらかない」というのが持論であり、「この国の広大な平野から、でき得るだけでいい、稲田を追放しよう」と述べ、米を嫌っていた。編集者の一人は「先生が亡くなられたら、お米がすごくうまいんです。もうストップをかける人がいないと思うと、つい食がすすみます」と本音を言ったという。
- 嵐山光三郎は「米は、たぐいまれなる栄養食であり、米を主食とする日本型食生活が日本人を世界最長寿にしたのであるけれど、このころは、それを言う人は少なかった。カロリーの高いものを食べすぎた結果、周五郎は63歳で死んだのである」と評している。

## 主な作品

### 小説
- 廣野の落日（1920年）
- 明和絵暦（1934年）
- 風雲海南記（旧題「浪人時代及び武士道春秋」、1938年）
- 日本婦道記（1942年）[注 8]
- 新潮記（1943年）
- 柳橋物語（1946年）
- 寝ぼけ署長（1948年）
- 楽天旅日記（1950年）
- 山彦乙女（1951年）
- 火の杯（1951年）
- 風流太平記（1952年）
- 栄花物語（1953年）
- 正雪記（1953-54年、1956年）
- 樅ノ木は残った（1954-58年）
- 赤ひげ診療譚（1958年）
- 天地静大（1959年）
- 五瓣の椿（1959年）
- 彦左衛門外記（旧題「ご意見番に候」、1959年）
- 青べか物語 （1960年）
- 季節のない街（1962年）
- さぶ（1963年）
- 虚空遍歴（1963年）
- ながい坂（1966年）

### 全集
- 『山本周五郎全集』全13巻（講談社、1963年 - 1964年）
- 『山本周五郎小説全集』全33巻・別巻5（新潮社、1968年 - 1970年）
- 『山本周五郎全集未収録作品集』全17巻（実業之日本社、1972年 - 1982年）
- 『山本周五郎全集』全30巻（新潮社、1981年9月 - 1984年2月）
- 『山本周五郎長篇小説全集』全26巻（新潮社、2013年6月 - 2015年2月）
- 『山本周五郎探偵小説全集』全6巻・別巻1（作品社、2007年 - 2008年）、末国善己編
- 『山本周五郎［未収録］ミステリ集成』（作品社、2025年）、末国善己編
- 『山本周五郎［未収録］時代小説集成』（作品社、2025年）、末国善己編

### 日記
- 『青べか日記』（大和書房、1971年、内容は1928年8月12日 - 1929年9月20日の戦前期の日記、のち新潮文庫・光文社知恵の森文庫）
- 『山本周五郎 愛妻日記』（角川春樹事務所、2013年、内容は1930年1月14日 - 1941年12月7日の間）
- 『山本周五郎 戦中日記』（角川春樹事務所、2011年、内容は1941年12月8日 - 1945年2月4日の間、のちハルキ文庫）太平洋戦争中の全文を一挙収録[43]。

## 関連書籍
- 『山本周五郎』（上・下、アールズ出版）木村久邇典
- 『わが山本周五郎』（文藝春秋、のち文春文庫）土岐雄三
- 『わが師 山本周五郎』（第三文明社、のち集英社文庫）早乙女貢
- 『山本周五郎最後の日』（マルジュ社、2009年）大河原英与（文藝春秋の編集者）
- 『周五郎伝 虚空巡礼』（白水社、2013年）齋藤愼爾
- 『泣き言はいわない』（新潮文庫、改版2009年）
- 『周五郎流 激情が人を変える』（NHK生活人新書、2003年）高橋敏夫
- 『山本周五郎のことば』（新潮新書、2003年）清原康正編
- 『山本周五郎で生きる悦びを知る』（PHP新書、2016年）福田和也
- 『また明日会いましょう 生きぬいていく言葉』（河出書房新社、2018年）
- 『文藝別冊 山本周五郎 背筋を伸ばす反骨の文士』（河出書房新社、2018年）

## 翻案作品

### 映画
- 青空浪士（1937年、監督：押本七之輔）
- 恋愛剣法（1938年、監督：寺門静吉）
- 腰本吉弥組（1938年、監督：菅沼完二）
- 喧嘩主従（1938年、監督：益田晴夫）
- 粗忽評判記（1939年、監督：小坂哲人）
- 暁雲武蔵ケ原（1941年、監督：佐伯幸三）
- 修道院の花嫁（1946年、監督：田口哲）
- 江戸は青空（1958年、監督：西山正輝）
- 町奉行日記 鉄火牡丹（1959年、監督：三隅研次）
- 暴れん坊兄弟（1960年、監督：沢島忠）
- 椿三十郎（1962年、監督：黒澤明） - 『日日平安』が原作。
- ちいさこべ 第一部（1962年、監督：田坂具隆）
  - ちいさこべ 第二部（1962年、監督：田坂具隆）
- 青べか物語（1962年、監督：川島雄三、脚本：新藤兼人） - 舞台の時代設定を戦前から高度経済成長期の直前に変更している。
- 青葉城の鬼（1962年、監督：三隅研次） - 『樅ノ木は残った』が原作。
- 道場破り（1964年、監督：内川清一郎） 
  - 続 道場破り 問答無用（1964年、監督：菊池靖、松野宏軌）
- 無頼無法の徒 さぶ（1964年、監督：野村孝） - 『さぶ』が原作。
- 五瓣の椿（1964年、監督：野村芳太郎）
- 赤ひげ（1965年、監督：黒澤明） - 『赤ひげ診療譚』が原作。『赤ひげ』（1965年）

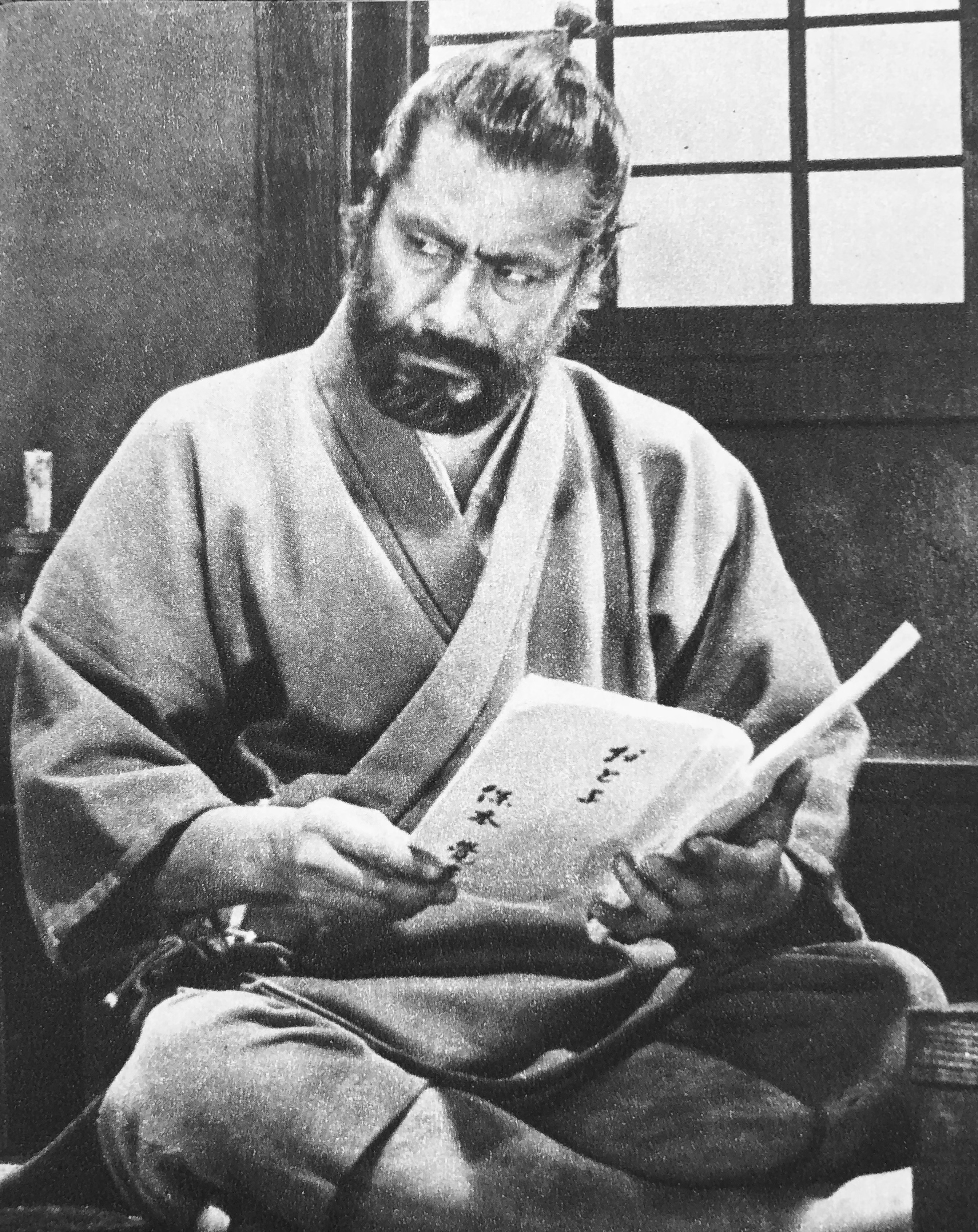
『赤ひげ』（1965年）

- 冷飯とおさんとちゃん（1965年、監督：田坂具隆） - 『ひやめし物語』『おさん』『ちゃん』が原作。
- なみだ川（1967年、監督：三隅研次） -　『おたふく物語』が原作。
- 斬る（1968年、監督：岡本喜八）
- どですかでん（1970年、監督：黒澤明） - 『季節のない街』が原作。
- いのちぼうにふろう（1971年、監督：小林正樹） - 『深川安楽亭』が原作。
- 初笑いびっくり武士道（1972年、監督：野村芳太郎） - 『ひとごろし』が原作。DVD題は「びっくり武士道」。
- ひとごろし（1976年、監督：大洲斉）
- 雨あがる（2000年、監督：小泉堯史）
- どら平太（2000年、監督：市川崑） - 『町奉行日記』が原作。
- かあちゃん（2001年、監督：市川崑）
- 海は見ていた（2002年、監督：熊井啓）
- SABU 〜さぶ〜（2002年、監督：三池崇史） - 同年のテレビドラマの再編集劇場公開版。
- 椿三十郎（2007年、監督：森田芳光） - 『日々平安』が原作。1962年のリメイク。
- その木戸を通って（2008年、監督：市川崑） - 1993年のテレビドラマの劇場公開版。
- 華の季節（とき）（2023年、監督：片岡れいこ） - 原作『菊千代抄』。

### テレビドラマ
- シオノギテレビ劇場（フジテレビ）
  - さぶ（1966年3月3日 - 24日）
  - しゅるしゅる（1966年8月11日）
  - その木戸を通って（1966年8月18日）
  - 釣忍（1966年8月25日）
  - 法師川八景（1967年1月26日）
  - 並木河岸（1967年2月2日）
  - 日々平安（1967年2月9日）
- ながい坂（1968年、関西テレビ）
- 仇討ち（TBS）　
  - 第2話「ひとごろし!」（1968年10月9日）
  - 第6話「よじょう」（1968年11月6日）
  - 第18話「その影を斬れ」（1969年1月29日）  - 原作「花杖記」
- 樅ノ木は残った (NHK大河ドラマ)[44]（1970年、NHK大河ドラマ、脚本：茂木草介）
- 赤ひげ (1972年のテレビドラマ)[45]（1972年、NHK、脚本：倉本聰ほか、主演:小林桂樹） - 『赤ひげ診療譚』が原作。
- ぶらり信兵衛 道場破り（1973年 - 1974年、フジテレビ、パイロット版の脚本：倉本聰） - 『人情裏長屋』が原作。
- 夫婦旅日記 さらば浪人（1976年、フジテレビ） - 『雨あがる』が原作。
- 折鶴（1980年、NHK） - 『ひやめし物語』が原作。
- 時代劇スペシャル（フジテレビ）
  - 着ながし奉行（1981年） - 『町奉行日記』が原作。
  - 愛妻武士道（1981年） - 『五十三右衛門』『おもかげ抄（旧題・愛妻武士道）』が原作。
- 栄花物語（1983年、フジテレビ） - 「森繁久彌芸能生活50周年記念作品」
- 上意討ち（1987年、テレビ朝日） - 『ひとごろし』が原作。
- 町奉行日記（1992年、フジテレビ）
- その木戸を通って（1993年、フジテレビ、監督：市川崑） - 初のハイビジョン作品。
- 大江戸風雲伝（1994年、NHK） - 『栄花物語』が原作。
- 泥棒と殿様（2000年、松竹京都撮影所） - 『泥棒と若殿』が原作。
- 柳橋慕情（2000年、NHK） - 『柳橋物語』『ちゃん』『嘘アつかねえ』『人情裏長屋』『一両千両』が原作。
- 五瓣の椿（2002年、NHKドラマ、脚本：中島丈博）
- SABU 〜さぶ〜（2002年、名古屋テレビ、監督：三池崇史） - 『さぶ』が原作。
- 初蕾（2003年、TBS、脚本：宮川一郎） - 生誕百周年記念番組。
- 子連れ信兵衛（2015年、NHK BSプレミアム） - 『人情裏長屋』が原作。
- 山本周五郎人情時代劇（2016年、BSジャパン）
- 山本周五郎時代劇 武士の魂（2017年、BSジャパン）
- 山本周五郎ドラマ さぶ（2020年、NHK BSプレミアム）
- だれかに話したくなる山本周五郎日替わりドラマ（2021年 -、NHK BSプレミアム） - 『はたし状』『泥棒と若殿』『晩秋』『女は同じ物語』が原作。

ほか多数

### 舞台
- こんち午の日/季節のない街/ながい坂/さぶ/柳橋物語/梅咲きぬ/つゆのひぬま/夜の辛夷/赤ひげ/わたくしです物語/青べか物語/かあちゃん/地蔵/ひとごろし/裏の木戸は開いている/おたふく物語　ほか（前進座）
- 夢ごころ（名鉄・東宝提携特別公演/名鉄ホール）
- 川霧の橋（1990年/宝塚歌劇団月組） - 『柳橋物語』『ひとでなし』が原案
- 小さな花がひらいた（1971年・1981年・1982年・1991年・1992年・2011年/宝塚歌劇団花組・星組） - 『ちいさこべ』が原案
- いのちある限り（1978年/宝塚歌劇団雪組）- 『野分』『釣忍』が原案
- 落葉のしらべ（1972年/宝塚歌劇団雪組) - 『落葉のとなり』が原案
- 白い朝（1974年・1997年 - 1998年/宝塚歌劇団月組・花組） - 『さぶ』が原案
- 沈丁花の細道（1984年/宝塚歌劇団月組）- 『半之助祝言』が原案
- TRUTH（1999年・2005年/演劇集団キャラメルボックス）- 『失蝶記』(『日日平安』に収録)が原案
- 五瓣の椿（2005年6月4日 - 6月28日/明治座）
- まつさをな（2007年/演劇集団キャラメルボックス）- 『みずぐるま』(『おさん』に収録)が原案
- 赤ひげ（2008年1月/劇団俳優座）
- おたふく/ゆうれい貸屋（演劇倶楽部『座』）
- さぶ（劇団俳小）
- おたふく物語（2016年9月/明治座/主演：藤山直美）

### オペラ
- 松とお秋（2004年/「周五郎の世界」/東京文化会館小ホール、2006年/NPOみんなのオペラ/江東文化センター、2010年12月4日/大中恩作品の会/津田ホール、脚色：岡村喬生、作曲：大中恩） - 『嘘アつかねえ』『ほたる放生』（『日日平安』に収録）が原案

### 漫画
- ちいさこべえ （2012年 - 2015年 / 作画：望月ミネタロウ、『ビッグコミックスピリッツ』（小学館）連載） - 『ちいさこべ』の時代設定を現代（平成時代）に翻案。

### 落語
- 泥棒と若殿（七代目笑福亭松喬）[46]